# Таловська волость
Таловська волость — історична адміністративно-територіальна одиниця Богучарського повіту Воронізької губернії з центром у слободі Тали.
Станом на 1880 рік складалася з 11 поселень, 8 сільських громад. Населення — 9862 особи (4886 чоловічої статі та 4976 — жіночої), 1216 дворових господарств.
|                     | Площа, десятин | У тому числі орної, дес. |
| ------------------- | -------------- | ------------------------ |
| Сільських громад    | 25017          | 19714                    |
| Приватної власності | 4723           | 2205                     |
| Іншої власності     | 341            | 341                      |
| Загалом             | 30081          | 22260                    |

Поселення волості на 1880 рік:
- Тали — колишнє державне село при річці Богучар за 34 верст від повітового міста, 5653 особи, 680 дворів, православна церква, поштова станція, 4 лавки, 2 постоялих двори, шкіряний завод, 4 ярмарки на рік. За 15 верст — паровий млин.
- Атаманський (Талуновка) — колишній державний хутір, 534 особи, 80 дворів.
- Бугаївка — колишня державна слобода при річці Богучар, 728 осіб, 90 дворів, православна церква, 12 вітряних млинів.
- Колесніковка (Стройне) — колишня державна слобода, 799 осіб, 90 дворів, православна церква, 17 вітряних млинів.
- Рудаєвка — колишня державна слобода, 560 осіб, 74 двори, молитовний будинок, 11 вітряних млинів.

За даними 1900 року у волості налічувалось 12 поселень із переважно українським  населенням, 7 сільських товариств, 51 будівля та установа, 1460 дворових господарств, населення становило 10 298 осіб (5243 чоловічої статі та 5055 — жіночої).
1915 року волосним урядником був Микита Миколайович Бірюков, старшиною — Федір Семенович Євстигнєєв, волосним писарем — Микола Павлович Поліщук.